# Phyllophaga lota
Phyllophaga lota är en skalbaggsart som beskrevs av Luginbill 1928. Phyllophaga lota ingår i släktet Phyllophaga och familjen Melolonthidae. Inga underarter finns listade i Catalogue of Life.